# Зимница
Зимница је један од најстаријих начина конзервисања хране, који омогућава да се хранљива својства сезонских намирница сачувају за употребу изван сезоне. Конзервисање се може вршити сушењем, заслађивањем, кишељењем и сољењем, у зависности да ли је у питању воће, поврће или прерађевине од меса.
Зимница се обично чува у подруму, на тавану, у кошарини (посебној привредној згради), а некада је било веома заступљено и чување у земљи, односно трапу. За дуг зимски период се некада од хране најчешће остављало пшенично и кукурузно брашно, поврће, воће и извесна количина меса.

## Историја
Сушење намирница се користило још од давнина, за зиму зиму. Постоје записи још од Старих Грка, у античким рукописима је описано како су тада сушили. На пример, смокве су сушили тако што су их прво гњечили, потом формирали у хлеб, а затим сушили на сунцу. И у данашње време се намирнице из врта без великог напора често суше на сунцу или близу пећи. Данас се обрада намирница све више врши у фабрикама. Међутим, већина понуђеног воћа које се може наћи у продавницама обрађена је са сумпором, а узгој најчешће остаје непознат. Због тога се у последње време, захваљујући тренду здравог начина живота и храни богатој витаминима, све више поново користи метод сушења воћа, поврћа, печурака, зачинског и лековитог биља без конзерванса, што изискује више труда и стрпљења.

## Сушење воћа
Општепозната је изрека летње воће — зимска радост где се подразумева да летње воћке када се на правилан начин осуше, зими заиста доносе велику радост. Такође, многи практикују сами себи направити воћни мусли с колутићима јабука и сувим шљивама јер он поспешује варење. Међутим, право је умеће знати како се једноставно суше јабуке, шљиве, кајсије, брескве, грожђе, крушке или дуње. Постоји једно и основно правило: користите само чисте и беспрекорне плодове. Насеците их на мање комадиће или колутиће, сложите их на крпе или специјалну мрежу за сушење, или их осушите у рерни на металној мрежи или решеткама. Уколико се добро умота, чува на сувом и хладном месту, осушено воће потрајаће више месеци. Да ли је воће довољно осушено, препознаћете по томе што на додир мора бити еластично и баршунасто, а ако се притисне, не сме испуштати никакву течност. Уколико се то деси, драгоцено воће ће се убуђавити. Јабуке се суше најкраће, 6-12 сати, а најдуже брескве. Њима је потребно чак до 38 сати.

## Сушење поврћа и печурака
Ако желите сушити поврће, најприкладније су махунарке, на пример, грашак и друге махуне, али и печурке и лук. Коренасто поврће, као што су шаргарепа и целер, боље ће се очувати у кутијама с песком, а већину осталог поврћа можете замрзнути или укувати. За сушење употребите тек убрано поврће.

### Махуне
Ретки знају за укусне сушене махуне. За то је потребно:
- махуне
- вода

С махуна одстраните крајеве, па их оперите и опарите. За тај поступак поврће ставите у цетку. У лонац успите отприлике 5 cm воде, цетку прекријте крпом и ставите изнад паре. Тако је држите неколико минута, па брзо расхладите у доста ледене воде. Сушите као и колутиће јабука.

## фестивал зимнице
Сваке године се крајем септембра месеца у Коцељеви одржава „Фестивал зимнице” на којем се представљају произвођачи зимнице са територије целе Србије.